# August Blom
Martin August Blom (født 26. december 1869 i København, død 10. januar 1947 smst) var en dansk skuespiller, filminstruktør og filmproducer, der arbejdede fra 1910 til 1914; under den danske stumfilms storhedstid.

## Biografi
| „ | Han vidste, at han ikke var noget Instruktørgeni, men han beviste, at han var den dygtigste og mest smagfulde Iscenesætter, Filmen ejede i de Dage | “ |
|   | — Harald Engberg, nekrolog i Politiken |   |

August Blom begyndte sin skuespillerkarriere i 1893 i Kolding og var senere ansat som skuespiller ved Folketeateret i København i perioden 1907 til 1910. I samme periode begyndte han også at optræde i stumfilm for Nordisk Film Kompangni. Hans filmdebut som skuespiller var i filmen Droske 519 fra 1909 af instruktør Viggo Larsen. Allerede året efter debuterede han som filminstruktør med filmen Livets Storme fra 1910 (ikke bevaret), samme år blev han udnævnt som Nordisk Films kunstneriske direktør efter Holger Rasmussen. Han var en yderst produktiv instruktør, fra 1910 til 1914 instruerede han 78 stumfilm og da han trak sig tilbage i 1925 havde han instrueret over 100 film, mere end nogen anden dansk instruktør.
August Blom er kendt som en pioner og nyskabende filmskaber. August Blom er også kendt for at udvikle krydsklipning og brug af spejle for at udvide mediets dramatiske effekt og for kreativ brug af lysvirkninger til at udtrykke forskellige følelsesstemninger.
Hans film Den hvide slavehandel fra 1910 var Nordisk Films første langfilm (21 min.) – og blev en stor salgssucces. Den solgte 103 kopier, hvilke indtil da var rekord for Nordisk Film. Filmen handler om den unge pige Anna (Ellen Diedrich), der får tilbudt et arbejde som selskabsdame i et herskabshus i London, som til hendes rædsel viser sig at være et bordel. Hun får ad omveje sendt bud om hjælp til "Foreningen til den hvide Slavehandels Bekæmpelse", og det lykkes hende til sidst at blive befriet. Filmen inkluderede i øvrigt også en biljagt i Londons gader. Nordisk Film prøvede at kapitalisere på succesen med to opfølgende film Den hvide Slavehandels sidste Offer og Mormonens offer, som også blev store succeser. Nordisk Film insisterede på, at de udelukkende lavede filmene for at belyse det sociale problem med hvid slavehandel. Imidlertid anklagede filmselskabet Fotorama bagefter Nordisk Film for at have plagieret en af deres film, også kaldt "Den hvide Slavehandel". De to filmselskaber indgik forlig, hvilket bl.a. betød at instruktøren Eduard Schnedler-Sørensen kom til Nordisk Film.
Med filmene Ved Faengslets Port og Den farlige Alder (begge 1911) var August Blom med til at udvikle genren erotisk melodrama. Ved Faengslets Port fortæller historien om en ung mand, der qua hans ødsle livsstil kommer i gæld til en pengeudlåner, samtidig med at han er forelsket i dennes datter. Den farlige Alder er en filmatisering af den danske forfatterinde Karin Michaëlis' bog af samme navn og berører temaet om modne kvinder og seksualitet. Filmen blev anset for at være meget dristig og den blev flere stede blev kraftigt censureret eller fuldstændig forbudt.
Hans mest ambitiøse film er Atlantis fra 1913, baseret på en novelle fra 1912 af den tyske nobelprisvinder Gerhart Hauptmann. Filmen, som fortæller historien om et synkende oceangående passagerskib – kun et år efter Titanic var forlist - tiltrak et stort publikum. Med en kompliceret handling og adskillige hovedpersoner, blev Atlantis også den første danske film over flere ruller.
August Blom blev gift i 1908 med skuespillerinden Agnete von Prangen (1880-1968) – han var da 39 år. Men ægteskabet blev senere opløst, og han giftede sig derefter i 1917 med Johanne Fritz-Petersen (1879-1961), enke efter teaterdirektør Fritz Petersen.
I 1926 trak hans sig tilbage som aktiv filmproducent, men forblev i filmverdenen. Han åbnede biografen Strandteatret i Hellerup. I 1934 fik han overflyttet bevillingen til det daværende Kinografen – senere Bristol Teatret – som han ledede til sin død. Han døde den 10. januar 1947, i en alder af 77 år. Han ligger begravet på Frederiksberg Ældre Kirkegård.

## Filmografi
1909

Museumsmysteriet
1910

Livets Storme; Robinson Crusoe; Den hvide slavehandel; Spionen fra Tokio; Den skæbnesvangre Opfindelse (Dr. Jekyll and Mr. Hyde); Jagten paa Gentleman-Røveren Singaree; Hamlet; Spøgelset i Gravkælderen; Den dødes Halsbaand
1911

Den hvide Slavehandel II; Den farlige Alder; Ved Fængslets Port; Vildledt Elskov; Potifars Hustru; Politimesteren; Den blaa Natviol; Damernes Blad; Balletdanserinden; Jernbanens Datter; Den naadige Frøken; En Lektion (Aviatikeren og Journalistens Hustru); Ekspeditricen (Ungdom og Letsind); Desdemona; En Opfinders Skæbne; Fader og Søn (Onkel og Nevø); Dødsdrømmen; Min første Monocle; Fru Potifar (Den skæbnesvangre Løgn); Kærlighedens Styrke; Mormonens Offer; Det bødes der for (også kaldet Hævnet); Det mørke Punkt (Mamie Rose); Eventyr paa Fodrejsen (Den udbrudte Slave); Ungdommens Ret; Tropisk Kærlighed; Det gamle Købmandshus (Midsommer); Dødens Brud; Gadeoriginalen
1912

Vampyrdanserinden; Brilliantstjernen; Guvernørens Datter; Kærlighed gør blind; Dyrekøbt Venskab; Den sorte Kansler; Hjertets Guld (Et Hjerte af Guld); Direktørens Datter; Hans første Honorar; Elskovs Magt (Gøgleren); Historien om en Moder (En Moders Kærlighed); De tre Kammerater; Operabranden (Bedstemoders Vuggevise) The Song Which Grandmother Sang; Den første Kærlighed; Hjerternes Kamp; Hans vanskeligste Rolle; Den tredie Magt; Fødselsdagsgaven (Gaven); En Hofintrige; Den sande Kærlighed (Flugten gennem Skyerne); Hvem var Forbryderen? (Samvittighedsnag); 

1913

Guldmønten ; Pressens Magt (Et Bankrun); Troløs (Gøglerblod); Højt Spil (Et forfejlet Spring); Naar Fruen gaar paa Eventyr (Pompadourtasken); Bristet Lykke; Fem Kopier; Atlantis; En farlig Forbryder (Knivstikkeren); Af Elskovs Naade; Elskovsleg; Vasens Hemmelighed (Den kinesiske Vase)
1914

Sønnen; Den store Middag; Tugthusfange No. 97 (En Gæst fra en anden Verden); Fædrenes Synd; Ægteskab og Pigesjov (Mr. King paa Eventyr); Æventyrersken; En ensom Kvinde (Hvem er han?); Et Læreaar; Den lille Chauffør; Den største Kærlighed (En Moders Kærlighed); Pro Patria; Kærligheds-Væddemaalet
1915

Revolutionsbryllup; Du skal elske din Næste (For de Andre); Giftpilen; Hjertestorme; Kærligheds Længsel (Den Pukkelryggede); Lotteriseddel No. 22152 (Den blinde Skæbne); Rovedderkoppen (Den røde Enke); Syndens Datter; Syndig Kærlighed (Eremitten); Truet Lykke (Et Skud i Mørket); (Flammesværdet); For sit Lands ære
1916

Den mystiske Selskabsdame; Gillekop; Verdens undergang
1918

Grevindens ære (Kniplinger); Maharadjahens Yndlingshustru II; Via Crucis
1919

Prometheus
1920

Hans gode Genius; Præsten i Vejlby
1924

Det store Hjerte; Den store Magt
1925

Hendes Naade; Hendes Naade, Dragonen